# Buti
Buti település Olaszországban, Toszkána régióban, Pisa megyében. Lakosainak száma 5543 fő (2023. január 1.). Buti Bientina, Calci, Capannori és Vicopisano községekkel határos.

## Népesség
A település népessége az elmúlt években az alábbi módon változott:
| Lakosok száma | 5683 | 5644 | 5543 |
|               | 2017 | 2018 | 2023 |